# シーア・コルボーン

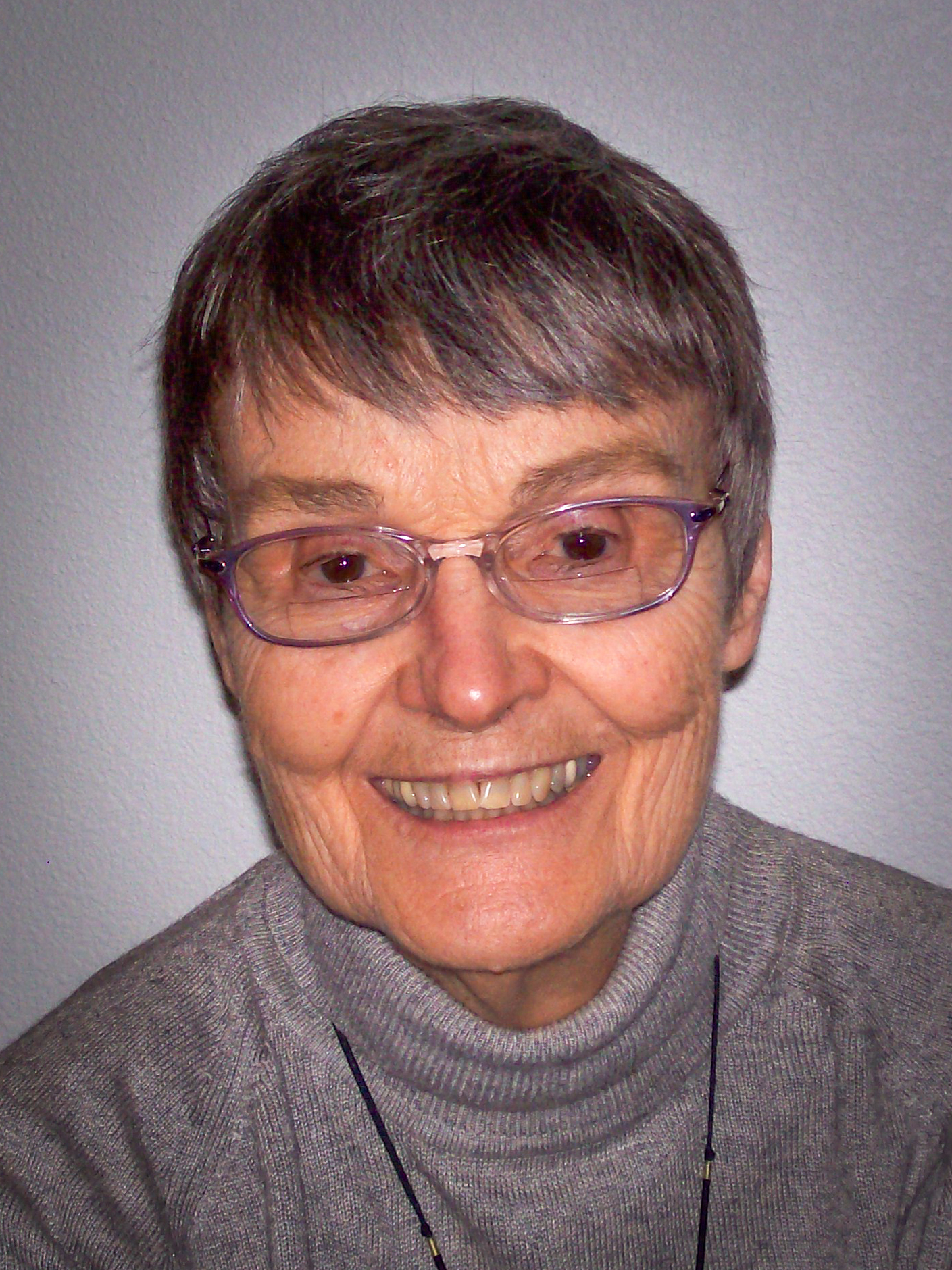
シーア・コルボーン

シーア・コルボーン（Theo Colborn、ブループラネット賞を受賞した際にはティオ・コルボーン、1927年3月28日 - 2014年12月4日）は、アメリカ合衆国の環境活動家。
2000年、『「環境ホルモン」が人類や生物に及ぼす脅威を系統的な調査により明らかにし、その危険性を警告した業績』としてブループラネット賞を受賞した。日本では1997年9月にコルボーン他、ダイアン・ダマノスキ、ジョン・ピーターソン・マイヤーズが著した、初版『奪われし未来』が発売され、ベストセラーになった。2012年現在は増訂版が発売されている。

## 経歴
- 1947年、ラトガース大学を卒業。
- 1981年、ウェスタン州立大学において淡水生態学修士号を取得。
- 1985年、ウィスコンシン大学マディソン校において動物学博士号を取得。
- 1987年まで全米議会技術評価事務所の科学研究員として務める。
- 1993年まで世界自然保護基金（WWF）の上席研究員を務める。
- 1993年より世界自然保護基金の科学顧問として務めている。